# فيسيوليي (روستوف)
فيسيوليي (بالروسية: Веселый) هي مدينة في مقاطعة روستوف أوبلاست في روسيا.
يبلغ عدد سكانها حوالي 8543 نسمة.